# Walsden

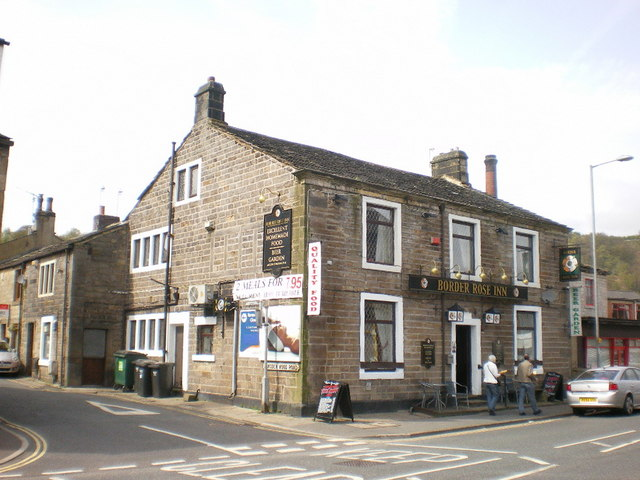
Border Rose Inn

Walsden est un village du Yorkshire de l'Ouest, en Angleterre. Il est situé à près de Todmorden et possède une gare sur la ligne ferroviaire entre Manchester et Bradford. La rivière Walsden Water, le canal de Rochdale et la route principale A6033 traversent le village.